# Dina Miftajutdynova
Dina Arturivna Miftajutdynova –en ucraniano, Діна Артурівна Міфтахутдинова– (Dnipropetrovsk, URSS, 2 de noviembre de 1973) es una deportista ucraniana que compitió en remo.
Participó en dos Juegos Olímpicos de Verano, obteniendo una medalla de plata en Atlanta 1996, en la prueba de cuatro scull, y el cuarto lugar en Sídney 2000, en la misma prueba.
Ganó dos medallas de bronce en el Campeonato Mundial de Remo, en los años 1994 y 1997.

## Palmarés internacional
| Juegos Olímpicos   | Juegos Olímpicos              | Juegos Olímpicos  | Juegos Olímpicos |
| Año                | Lugar                         | Medalla           | Prueba           |
| ------------------ | ----------------------------- | ----------------- | ---------------- |
| 1996               | Atlanta (Estados Unidos)      | Medalla de plata  | Cuatro scull     |
| Campeonato Mundial |                               |                   |                  |
| Año                | Lugar                         | Medalla           | Prueba           |
| 1994               | Indianápolis (Estados Unidos) | Medalla de bronce | Cuatro scull     |
| 1997               | Aiguebelette (Francia)        | Medalla de bronce | Cuatro scull     |